# 罗芒 (德塞夫勒省)
罗芒（法語：Romans，法語發音：[ʁɔmɑ̃] ⓘ）是法国德塞夫勒省的一个市镇，属于尼奥尔区。

## 地理
罗芒（46°21'27"N, 0°13'37"W）面积11.42 平方千米，位于法国新阿基坦大区德塞夫勒省，该省份为法国西部内陆省份，北起曼恩-卢瓦尔省，西接旺代省，南至夏朗德省和滨海夏朗德省，东临维埃纳省。
与罗芒接壤的市镇（或旧市镇、城区）包括：普拉耶-拉库阿尔德、圣马丹德圣迈克桑、苏维涅、艾贡迪涅。

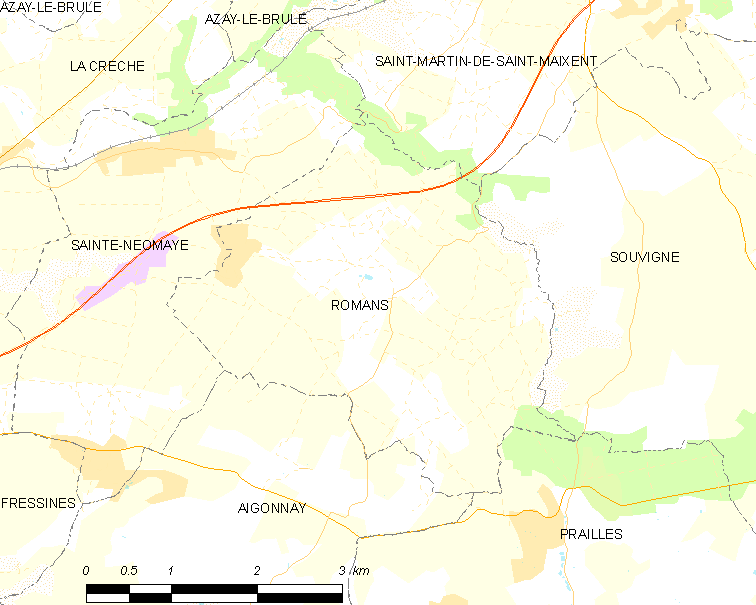
的OSM定位图

罗芒的时区为UTC+01:00、UTC+02:00（夏令时）。

## 行政
罗芒的邮政编码为79260，INSEE市镇编码为79231。

## 政治
罗芒所属的省级选区为圣迈克桑莱科勒县。

## 人口

1962-2008年间人口变化图示

罗芒于2022年1月1日时的人口数量为702人。